# Schweinberg (Gemeinde Wallsee-Sindelburg)
Schweinberg ist eine Ortschaft und eine Katastralgemeinde der Gemeinde Wallsee-Sindelburg im Bezirk Amstetten in Niederösterreich. Die Ortschaft hat 39 Einwohner (Stand 1. Jänner 2024).

## Geschichte
Laut Adressbuch von Österreich waren im Jahr 1938 in Schweinberg zwei Gemischtwarenhändler, ein Schmied, ein Schuster und eine Landwirtin mit Direktvertrieb ansässig.

## Siedlungsentwicklung
Zum Jahreswechsel 1979/1980 befanden sich in Schweinberg 107 Bauflächen mit insgesamt 39288 m² und 91 Gärten mit 321426 m², 1989/1990 waren 95 Bauflächen ausgewiesen. 1999/2000 war die Zahl der Bauflächen wieder auf 103 angewachsen, wobei 23 Gebäude bestanden. 2009/2010 waren es 78 Gebäude auf 127 Bauflächen.

## Landwirtschaft
Die Katastralgemeinde ist landwirtschaftlich geprägt. 631 Hektar wurden zum Jahreswechsel 1979/1980 landwirtschaftlich genutzt und 203 Hektar waren forstwirtschaftlich geführte Waldflächen. 1999/2000 wurde auf 543 Hektar Landwirtschaft betrieben und 328 Hektar waren als forstwirtschaftlich genutzte Flächen ausgewiesen. Ende 2018 waren 542 Hektar als landwirtschaftliche Flächen genutzt und Forstwirtschaft wurde auf 320 Hektar betrieben. Die durchschnittliche Bodenklimazahl von Schweinberg beträgt 41,6 (Stand 2010).